# Parectopa lespedezaefoliella
Parectopa lespedezaefoliella is een vlinder uit de familie van de mineermotten (Gracillariidae). De wetenschappelijke naam van de soort werd voor het eerst geldig gepubliceerd in 1860 door Clemens.